# Antônio Flávio
Antônio Flávio Aires dos Santos (Brejinho de Nazaré, 5 de janeiro de 1987) é um futebolista brasileiro, que atua como atacante. Atualmente joga pelo Flamengo-SP.

## Carreira
Formado nas categorias de base do Santo André, clube do ABC paulista, foi uma peça fundamental na conquista do Campeonato Paulista - Série A2 em 2008. Depois, acabou perdendo lugar no time principal.
Em 2009, voltou ao time titular, sendo um dos principais destaques da equipe.
Em agosto do mesmo ano, acertou sua transferência para o AIK, clube que disputa o Campeonato Sueco de Futebol.
Em 1 de novembro de 2009, a equipe de Solna derrotou o rival IFK Göteborg por 2 a 1, no estádio Gamla Ullevi, em Gotemburgo, e conquistou seu 11º título sueco. A conquista encerrou um jejum de 11 anos do AIK. Tal vitória ainda contou com a ajuda de Antônio Flávio, por ter marcado um dos gols de seu time na partida.
Uma semana depois, no estádio Råsunda, Antônio Flávio participou da conquista da Copa da Suécia, em mais uma vitória sobre o IFK Göteborg, ele fez o segundo gol da vitória por 2-0.
Em 2010 conquistou a supercopa sueca, contra o mesmo IFK Göteborg, por 1-0, Antônio Flávio fez o gol que deu o título ao Aik.

## Títulos
Santo André
- Campeonato Paulista da Série A2 - 2008
- Campeonato Paulista da Série A2 - 2016

AIK
- Campeonato Sueco: 2009[1]
- Copa da Suécia: 2009
- Supercopa da Suécia: 2010